# Andy Carroll
Andrew 'Andy' Thomas Carroll (Gateshead, 6 januari 1989) is een Engels voetballer die doorgaans centraal in de aanval speelt. In september 2024 liet hij zijn contract ontbinden bij Amiens, om bij de ex-profclub Girondins Bordeaux voor twee jaar te tekenen. Carroll debuteerde in 2009 in het Engels voetbalelftal.

## Clubcarrière

### Newcastle United
Carroll debuteerde op 2 november 2006 in het betaald voetbal toen hij het met Newcastle United opnam tegen Palermo in het kader van de UEFA Cup. Hij werd daarmee de jongste voetballer die voor Newcastle in actie kwam in Europees verband. Op 25 februari 2007 maakte hij ook zijn competitiedebuut, tegen Wigan Athletic.
Het jaar daarop verhuurde Newcastle Carroll voor een half jaar aan Preston North End. Daarvoor maakte hij op 6 november in een wedstrijd tegen Leicester City zijn eerste competitiegoal in het profvoetbal. Gedurende de rest van zijn verhuurperiode wist hij niet te scoren. Het seizoen erna scoorde hij voor het eerst voor Newcastle United, tegen West Ham United. Later dat jaar tekende hij een contract dat hem tot 2012 aan de club verbond.
Carroll werd in het seizoen 2009/10 basisspeler bij Newcastle, op dat moment actief in de Football League Championship. Door het vertrek van onder andere Michael Owen kreeg hij een kans. Hij wist dat jaar zeventien keer te scoren in 39 wedstrijden en promoveerde met Newcastle naar de Premier League. Op 22 augustus 2010 tegen Aston Villa maakte Carroll zijn eerste hattrick.

### Liverpool FC
Eind januari 2011 vertrok Carroll voor circa 40 miljoen euro, een clubrecord, naar Liverpool waar hij samen met de dan eveneens nieuwe Luis Suarez de aanval moest vormen. Dit tot verdriet van de supporters en leiding van Newcastle United, dat in hem een 'nieuwe Alan Shearer' zag. Op 20 maart van dat jaar maakte hij zijn debuut voor Liverpool. Op 11 april was hij voor het eerst trefzeker voor zijn nieuwe club, in een wedstrijd tegen Manchester City.
Carroll voldeed bij Liverpool nooit aan de verwachtingen. Bij de aanstelling van Brendan Rodgers als nieuwe coach werd hem duidelijk gemaakt dat hij niet op veel speeltijd hoefde te rekenen. Een paar dagen voor het sluiten van de transfermarkt in de zomer van 2012 verhuurde Liverpool Carroll voor een jaar aan West Ham United.

### West Ham United
Ondanks blessures kwam hij hier tot 24 wedstrijden en zeven doelpunten. Na het seizoen nam West Ham Carroll definitief over voor een transfersom rond de 20 miljoen euro.

## Clubstatistieken
| Seizoen | Club                | Land              | Competitie     | Competitie | Competitie | Beker | Beker | Internationaal | Internationaal | Totaal | Totaal |
| Seizoen | Club                | Land              | Competitie     | Wed.       | Dlp.       | Wed.  | Dlp.  | Wed.           | Dlp.           | Wed.   | Dlp.   |
| ------- | ------------------- | ----------------- | -------------- | ---------- | ---------- | ----- | ----- | -------------- | -------------- | ------ | ------ |
| 2006/07 | Newcastle United    | Vlag van Engeland | Premier League | 4          | 0          | 1     | 0     | 2              | 0              | 7      | 0      |
| 2007/08 | → Preston North End | Vlag van Engeland | Championship   | 11         | 1          | 1     | 0     | —              | —              | 12     | 1      |
| 2007/08 | Newcastle United    | Vlag van Engeland | Premier League | 4          | 0          | 2     | 0     | —              | —              | 6      | 0      |
| 2008/09 | Newcastle United    | Vlag van Engeland | Premier League | 14         | 3          | 2     | 0     | —              | —              | 16     | 3      |
| 2009/10 | Newcastle United    | Vlag van Engeland | Championship   | 39         | 17         | 3     | 2     | —              | —              | 42     | 19     |
| 2010/11 | Newcastle United    | Vlag van Engeland | Premier League | 20         | 11         | 1     | 0     | —              | —              | 21     | 11     |
| 2010/11 | Liverpool FC        | Vlag van Engeland | Premier League | 7          | 2          | 0     | 0     | 2              | 0              | 9      | 2      |
| 2011/12 | Liverpool FC        | Vlag van Engeland | Premier League | 35         | 4          | 12    | 5     | —              | —              | 47     | 9      |
| 2012/13 | Liverpool FC        | Vlag van Engeland | Premier League | 2          | 0          | 0     | 0     | 0              | 0              | 2      | 0      |
| 2012/13 | → West Ham United   | Vlag van Engeland | Premier League | 24         | 7          | 0     | 0     | —              | —              | 24     | 7      |
| 2013/14 | West Ham United     | Vlag van Engeland | Premier League | 15         | 2          | 1     | 0     | —              | —              | 16     | 2      |
| 2014/15 | West Ham United     | Vlag van Engeland | Premier League | 14         | 5          | 2     | 0     | —              | —              | 16     | 5      |
| 2015/16 | West Ham United     | Vlag van Engeland | Premier League | 27         | 9          | 5     | 0     | 0              | 0              | 33     | 9      |
| 2016/17 | West Ham United     | Vlag van Engeland | Premier League | 18         | 7          | 1     | 0     | 3              | 0              | 22     | 7      |
| 2017/18 | West Ham United     | Vlag van Engeland | Premier League | 16         | 3          | 2     | 0     | —              | —              | 18     | 3      |
| 2018/19 | West Ham United     | Vlag van Engeland | Premier League | 12         | 0          | 2     | 1     | —              | —              | 14     | 1      |
| 2019/20 | Newcastle United    | Vlag van Engeland | Premier League | 19         | 0          | 2     | 0     | —              | —              | 21     | 0      |
| Totaal  | Totaal              | Totaal            | Totaal         | 281        | 71         | 37    | 8     | 7              | 0              | 325    | 79     |

## Interlandcarrière

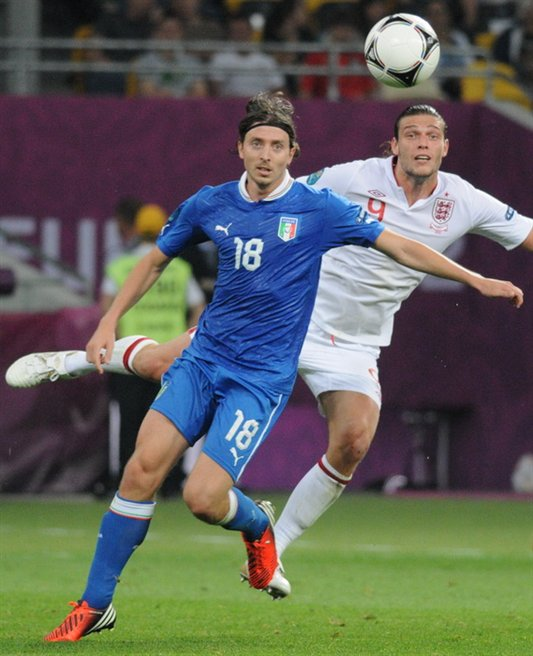
Andy Caroll namens Engeland in duel met Riccardo Montolivo.

Andy Carroll speelde voor verschillende Engelse jeugdelftallen. Door zijn goede spel voor Newcastle werd hij door bondscoach Fabio Capello opgeroepen voor de wedstrijd tegen Frankrijk van 17 november 2010. Carroll debuteerde die avond direct in de basis. In de vriendschappelijke wedstrijd tegen Ghana op 29 maart 2011 wist Carroll voor de eerste keer het net te vinden voor Engeland. Carroll nam met Engeland deel aan het EK voetbal 2012 in Polen en Oekraïne, waar de ploeg van bondscoach Roy Hodgson in de kwartfinales na strafschoppen (2-4) werd uitgeschakeld door Italië. In de reguliere speeltijd plus verlenging waren beide teams blijven steken op 0-0.
| Interlanddoelpunten | Interlanddoelpunten | Interlanddoelpunten | Interlanddoelpunten | Interlanddoelpunten | Interlanddoelpunten | Interlanddoelpunten | Interlanddoelpunten |
| №                   | Datum               | Locatie             | Wedstrijd           | Goal(s)             | Score               | Uitslag             | Competitie          |
| ------------------- | ------------------- | ------------------- | ------------------- | ------------------- | ------------------- | ------------------- | ------------------- |
| 1                   | 29.03.2011          | Londen              | Engeland – Ghana    | 43'                 | 1 – 0               | 1 – 1               | Oefeninterland      |
| 2                   | 15.06.2012          | Kiev                | Engeland – Zweden   | 23'                 | 1 – 0               | 3 – 2               | EK-eindronde        |

## Erelijst
| Competitie            |                  |                  |                  |                  |
| Competitie            | Aantal           | Jaren            |                  |                  |
| Newcastle United      | Newcastle United | Newcastle United | Newcastle United | Newcastle United |
| --------------------- | ---------------- | ---------------- | ---------------- | ---------------- |
| Kampioen Championship | 1x               | 2009/10          |                  |                  |
| Liverpool             |                  |                  |                  |                  |
| League Cup            | 1x               | 2011/12          |                  |                  |

Individueel
- PFA Championship team van het jaar (1): 2010